# Kleine Wollfledermaus
Die Kleine Wollfledermaus (Kerivoula lanosa) ist eine in Afrika vorkommende Fledermausart der Gattung der Wollfledermäuse.

## Beschreibung
Die Kleine Wollfledermaus ist eine kleine Fledermausart die im Mittel etwa 4,8 g wiegt und deren Gesamtlänge (Kopf bis Schwanzspitze) im Mittel etwa 76,1 mm, die Unterarmlänge etwa 31,5 mm beträgt. Das Haar ist sehr lang und lockig, die einzelnen Haare sind an der Wurzel dunkelbraun gefärbt und werden bis zur Spitze immer heller. Die Rücken- und Kopffärbung der Fledermaus erscheint hierdurch bräunlich bis gräulich. Unterseits ist das Fell weiß bis grau-weiß gefärbt. Die Flügel sind dunkelbraun und wenig behaart. Die Ohren sind trichterförmig und etwa 12 mm lang, der lange, schmale Tragus läuft spitz zu. Der Rand der Schwanzflughaut ist behaart, die Haare hier locken sich um den Rand der Flughaut nach innen, wodurch man die Kleine Wollfledermaus sowie die Schwesterart Bunte Wollfledermaus (Kerovoula argentata) eindeutig von anderen Fledermäusen in der Region unterscheiden kann.

## Verbreitung
Nachweise der Kleinen Wollfledermaus liegen aus ganz Subsahara-Afrika vor. Im Westen kommt sie in Liberia und Guinea vor, im Osten reicht das Verbreitungsgebiet bis Kenia und Äthiopien. Des Weiteren kommt sie an der gesamten Küste Südafrikas und Mosambiks vor, auch aus Simbabwe und der Demokratischen Republik Kongo gibt es Nachweise.

## Lebensweise
Die Datenlage über Kleine Wollfledermäuse ist gering, sodass keine gesicherten Erkenntnisse zur Ökologie der Art vorliegen. Kleine Wollfledermäuse scheinen Waldfledermäuse zu sein, da Nachweise der Art unter anderem in Galeriewäldern gelangen. Als Quartier werden unter anderem Nester von Weber- und Nektarvögeln angenommen. Über die Nahrungszusammensetzung der Art ist nichts bekannt, vermutlich jagt sie nah an der Vegetation.

## Systematik
Die Art wurde von A. Smith 1847 unter dem Namen Vespertilio lanosus erstbeschrieben. Das Artepithon „lanosa“ ist griechisch und bedeutet „wollig“ und nimmt Bezug auf das lange, wollige Fell der Fledermäuse. Je nach Autor werden zwei bis vier Unterarten unterschieden:
- Kerivoula lanosa harrisoni (Thomas 1901)
- Kerivoula lanosa lanosa (A. Smith 1847)
- Kerivoula lanosa lucia (Hinton 1920)
- Kerivoula lanosa muscilla (Thomas 1906)

## Gefährdung
Aufgrund des großen Verbreitungsgebiets wird die Art von der IUCN als nicht gefährdet („least concern“) eingestuft.